# Phanerorhynchus armatus
Phanerorhynchus armatus è un pesce osseo estinto, appartenente agli attinotterigi. Visse nel Carbonifero superiore (Pennsylvaniano, circa 320 - 310 milioni di anni fa) e i suoi resti fossili sono stati ritrovati in Europa.

## Descrizione
Questo animale era di piccole dimensioni e gli esemplari più grandi non superavano i 15 centimetri di lunghezza. Diversamente da molti altri pesci ossei arcaici (come Cheirolepis o Palaeoniscum), il corpo di Phanerorhynchus era rivestito da scaglie estremamente spesse e grandi. Il numero dei raggi delle pinne era ridotto e l'articolazione primitiva di queste ultime era andata perduta. Il rostro allungato ricordava vagamente quello degli storioni. Vi era una fila di scagliecentrali, che seguivano la linea laterale; al di sopra e al di sotto di questa erano presenti altre due file di scaglie allungatissime.

## Classificazione
Phanerorhynchus armatus venne descritto per la prima volta da Gill nel 1923, e venne poi attribuito a un ordine a sé stante (Phanerorhynchida) a causa delle sue peculiarità anatomiche. Si suppone che Phanerorhynchus (il cui nome significa "rostro evidente") sia parte di una radiazione evolutiva di pesci ossei primitivi, un tempo noti collettivamente come paleonisciformi, diversificatisi già nel corso del Devoniano e poi ulteriormente evolutisi nel Carbonifero e nel Permiano. Phanerorhynchus, in ogni caso, non sembra essere strettamente imparentato ad alcuna forma nota, anche se per alcuni versi sembrerebbe richiamare i successivi Saurichthys, Birgeria e gli storioni.